# هارولد أرويو
هارولد أرويو (مواليد 18 فبراير 1961) هو ملاكم من بورتوريكو، مثّل بلاده في الألعاب الأولمبية الصيفية 1988.

## روابط خارجية
هارولد أرويو على موقع أوليمبيديا (الإنجليزية)